# Дорожня розмітка

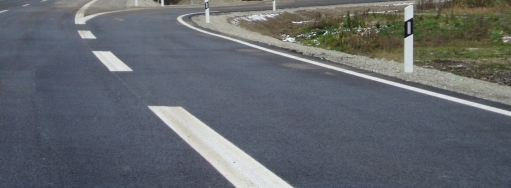
Дорожня розмітка

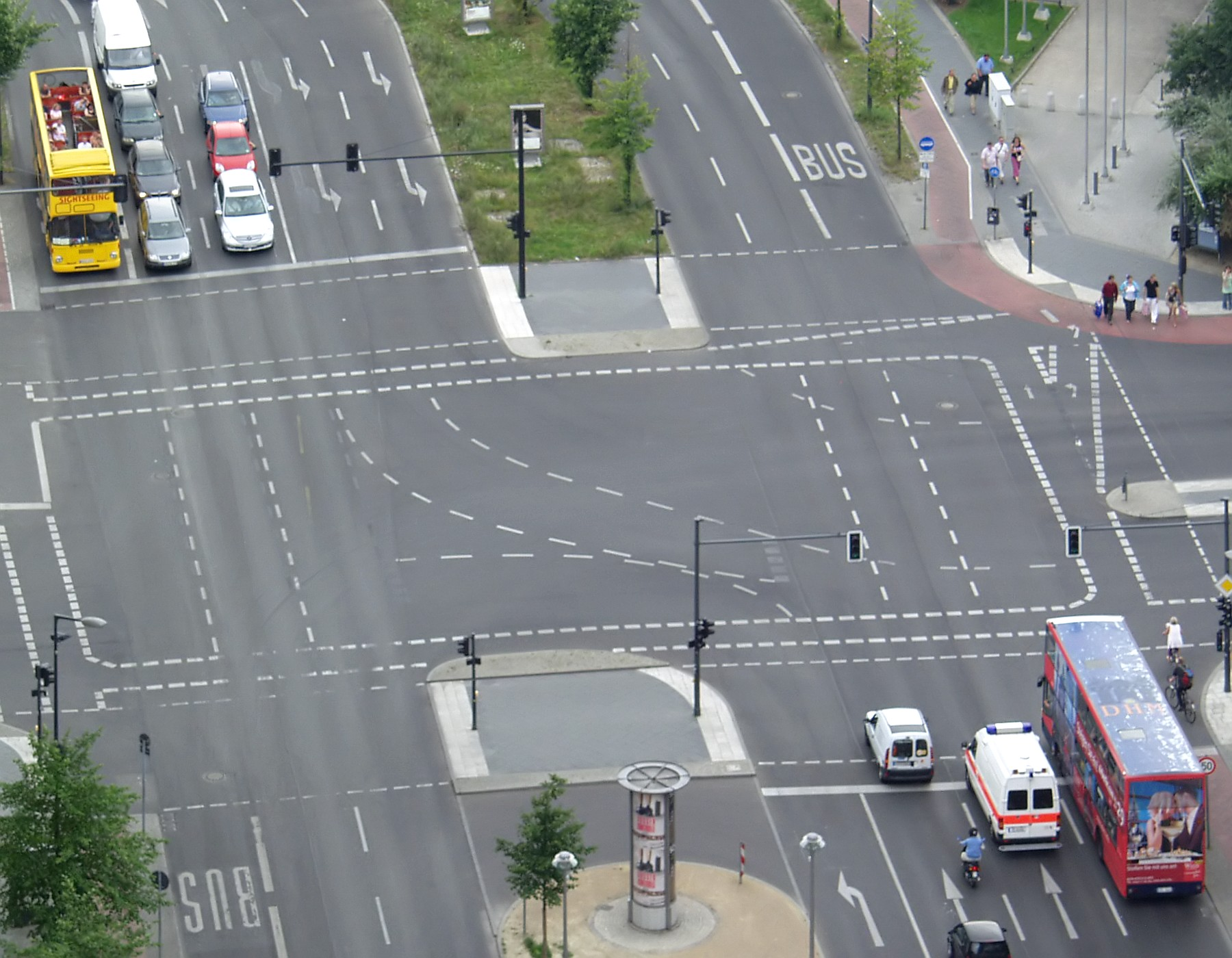
Перехрестя з безліччю дорожніх розміток

Доро́жня розмі́тка (маркування) — маркування на покритті автодоріг. Вона призначена для передачі визначеної інформації всім учасникам дорожнього руху. Виникла на початку XX століття з появою асфальтованих та бетонованих доріг. Розмітка поділяється на групи та види. Встановлено дві групи розмітки: горизонтальна та вертикальна. Горизонтальна розмітка поділяється на поздовжню, поперечну й інші види (стрілки, острівці, знаки і т. ін.) та може бути як постійною, так і тимчасовою. 
Згідно Віденської конвенції про дорожні знаки і сигнали,  тимчасова дорожня розмітка має пріоритет над постійною і користувачі дороги зобов'язані виконувати її вимоги. 
Якщо одночасне використання постійної та тимчасової розмітки може викликати нерозуміння, то постійну розмітку необхідно закривати чи видаляти.
Вертикальна розмітка є сполученням чорного і білого кольорів (червоного з білим — для віддзеркалюваних елементів).

## Історія
Едвард Н. Хайнз (Edward N. Hines, 1870—1938), член дорожньої комісії Wayne County в штаті Мічиган (США), вважається винахідником дорожньої розмітки. У 1911 році він запропонував нанести на першу бетоновану дорогу світу, Woodward Avenue в Детройті, центральну смугу для поділу смуг руху.
10 років потому (1921) в англійському містечку Sutton Coldfield, передмісті Бірмінгему, з'явилося перше маркування в Британії. Цей експеримент для підвищення безпеки на дорогах був настільки вдалим, що цю систему піднесли до рангу світового стандарту.

## Кольори

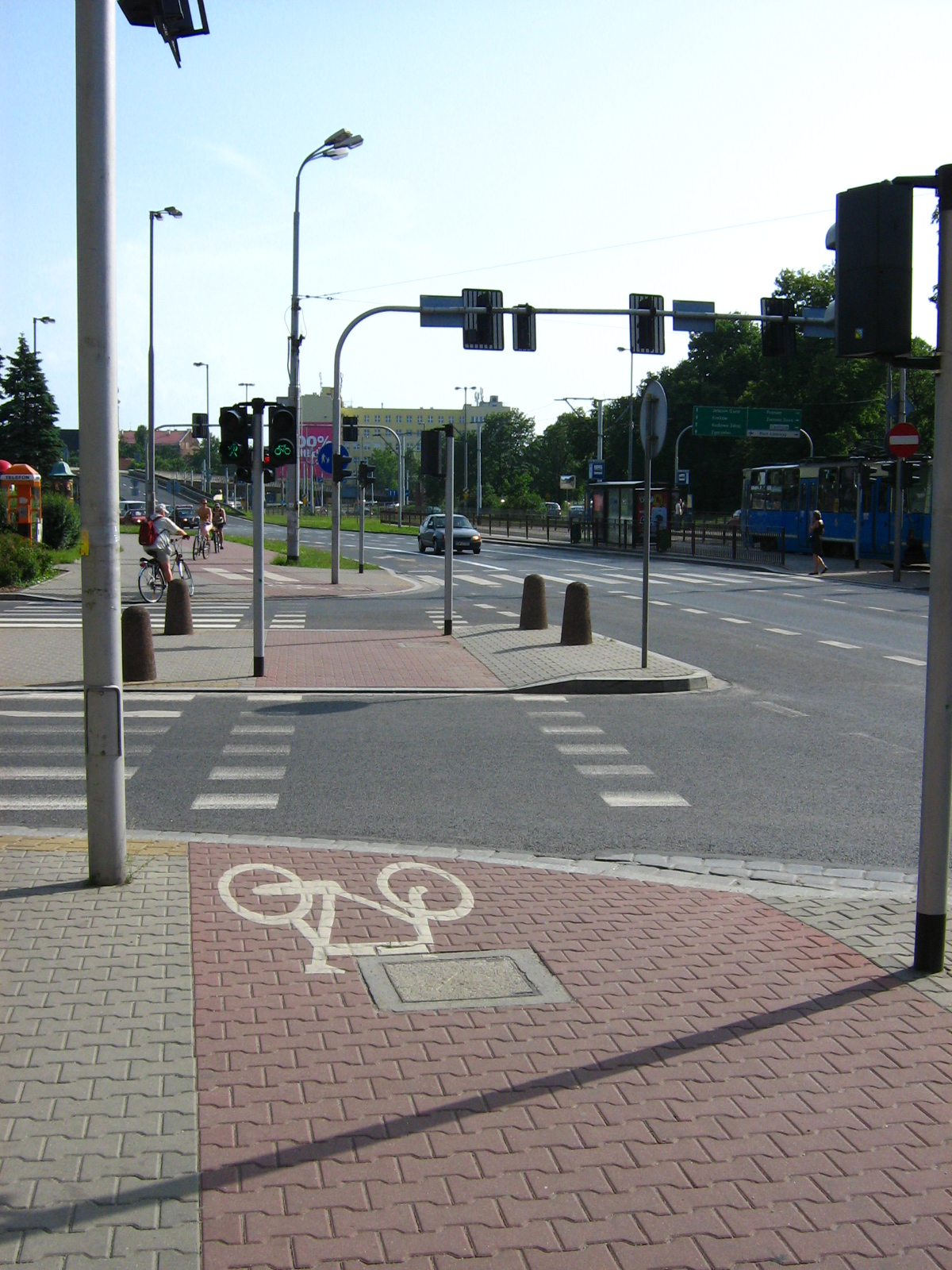
Ознакована велодріжка у Вроцлаві, Польща

- Лінії горизонтальної розмітки мають білий колір.
- Синім кольором позначаються майданчики для паркування, відведені на проїзній частині.
- Жовтий колір мають лінії, які позначає місця, де заборонено зупинку та стоянку транспортних засобів. Застосовується самостійно або в поєднанні із знаком «зупинку/стоянку заборонено» і наноситься біля краю проїзної частини або по верху бордюру.
- Червоно-білий колір мають лінії нерегульованого пішохідного переходу, нерегульований пішохідний перехід у місцях з підвищеною небезпекою здійснення ДТП, позначення нерегульованого пішохідного переходу в місцях проживання або роботи сліпих, позначає місце, де велосипедна доріжка перетинає проїзну частину.
- Лінії тимчасової розмітки мають відрізняється від кольору постійної розмітки. В Україні з 01.11.2021 р. Лінії тимчасової розмітки мають жовтий колір, раніше застосовувався оранжевий колір.

## Розповсюджені у світі види дорожньої розмітки
Поздовжня розмітка розділяє транспортні потоки протилежних напрямків та позначає межі напрямків руху.

суцільна смуга
переривчаста смуга
спеціальна
подвійна суцільна смуга
подвійна переривчаста смуга

- спеціальна — поділяє транспортні потоки протилежних або попутних напрямків на ділянках доріг, де перестроювання дозволено лише з однієї смуги; позначає місця, призначені для розвороту, в'їзду і виїзду з майданчиків для стоянки тощо, де рух дозволено лише в один бік

Поперечна розмітка

суцільна смуга
переривчаста смуга
пішохідний перехід («зебра»)

Стрілки напрямку

розгалуження дороги
неподалік поворот

Піктограми

для велосипедистів
для осіб з інвалідністю

## Дорожня розмітка в Україні
Основним документом, що регулює використання дорожньої розмітки в Україні є ДСТУ 2587:2021 "Безпека дорожнього руху. Розмітка дорожня. Загальні технічні умови". Цей стандарт поширюється на розмітку автомобільних доріг і вулиць (далі — доріг) з удосконаленим покриттям, штучних споруд, елементів облаштування доріг, об’єктів дорожнього сервісу та інших об’єктів благоустрою. Цей стандарт відповідає вимогам Конвенції про дорожні знаки і сигнали (Відень, 1968 р.). Цей стандарт застосовують на дорогах незалежно від форм власності та підпорядкування.
Залежно від місця розташування дорожню розмітку поділяють на дві групи: горизонтальна та вертикальна. 
До горизонтальної розмітки належать поздовжні та поперечні лінії, смуги, написи, стрілки та інші познаки, які наносять спеціальним матеріалом для дорожньої розмітки на поверхню проїзної частини дороги з удосконаленим покриттям, тротуари, пішохідні доріжки, майданчики для стоянки ТЗ тощо, згідно з цим стандартом. Розрізняють такі види горизонтальної розмітки:— поздовжня (розмітка, що позначає межі смуг руху зустрічних та попутних напрямків, край проїзної частини);— поперечна (розмітка, яку наносять під кутом до осі проїзної частини на всю її ширину або на ширину окремих смуг руху);— інші види розмітки (розмітка у вигляді символів і написів, стріли, дублювання зображень до-рожніх знаків; розмітка острівців безпеки та напрямних острівців; розмітка, що позначає межі відведе-ного майданчика для паркування вдовж проїзної частини, окремі місця для паркування на відведених та спеціально обладнаних майданчиках; розмітка, що позначає місце зупинки маршрутного транспорту; розмітка, що забороняє зупинку чи стоянку ТЗ в окремих місцях тощо). 
До вертикальної розмітки належать лінії (смуги) та позначення, розташовані у вертикальній площині відносно поверхні дорожнього покриття на елементах облаштування доріг та інженерних спорудах(торцеві поверхні штучних споруд, опори освітлення, напрямні стовпчики, кінцеві та початкові елементи огородження, бордюри тощо), а також світлоповертальні елементи, які закріплюють на цих поверхнях.
| Номер розмітки | Зображення згідно ДСТУ 2587:2021 | Можливі параметри | Короткий опис застосування |
| -------------- | -------------------------------- | --- | --- |
| 1.1            |                                  | b=0,15 або b=0,10 | Розділення транспортних потоків протилежних напрямків; позначення меж смуг руху в попутному напрямку (розділювальна розмітка) на ділянках, де водіям ТЗ заборонено перестроювання на суміжні смуги руху; позначення межі напрямних острівців та острівців безпеки; розділення смуг на велосипедних доріжках з двостороннім рухом у разі наближення до велосипедного переїзду. Правила застосування відповідно до пункту 10.2.1. |
| 1.2            |                                  | b=0,20 або b=0,15 або b=0,10 | Позначення краю проїзної частини (крайова розмітка) на:— автомобільних дорогах загального користування I — V категорій; магістральних дорогах та вулицях. Позначення межі: між проїзною частиною та виділеною смугою для руху маршрутних ТЗ (смугами громадського транспорту); між проїзною частиною та велосипедною смугою; позначення краю велосипедної доріжки (за умови відсутності штучного освітлення); та в інших випадках за відповідного обґрунтування. Правила застосування відповідно до 10.1.6 та 10.2.2. |
| 1.3            |                                  | b=0,15 | Розділення транспортних потоків протилежних напрямків (осьова розмітка) на дорогах без розділювальної смуги, що мають чотири й більше смуг руху в обох напрямках. Розділення транспортних потоків протилежних напрямків на окремих ділянках доріг з трьома (2+1) смугами руху, на яких дві смуги в по- путному напрямку позначено розміткою 1.1 (перед перехрестям, наземним пішохідним переходом тощо). Правила застосування відповідно до 10.2.3. |
| 1.4            |                                  | b=0,20 або b=0,15 або b=0,10 | Позначення ділянок доріг, де заборонено зупинку ТЗ (з того боку, де її нанесено). Замінює розмітку 1.2. Правила застосування відповідно до 10.2.4. |
| 1.5            |                                  | b=0,15 або b=0,10 (для швидкості руху v, км/год) v≤ 50: l1 = (від 1,0 до 3,0); l2 = (від 2,0 до 6,0); 50 < v≤ 90: l1 = (3,0 – 4,0); l2 = (6,0 – 8,0); v > 90: l1 = (4,0 – 5,0); l2 = (8,0 – 10,0). Для велосипедних доріжок: l1 = 1,0; l2 = 2,0                             | Розділення транспортних потоків протилежних напрям-ків (осьова розмітка) на дорогах, що мають дві смуги руху в обох напрямках і де дозволено виїжджати на смугу зустрічного руху.Позначення меж смуг руху в попутному напрямку (розділювальна розмітка), крім випадків, де засто-совують розмітку 1.1 чи 1.11.Розділення смуг протилежних напрямків на велоси-педних доріжках з двостороннім рухом. Правила застосування відповідно до 10.2.5. |
| 1.6            |                                  | b=0,15 або b=0,10 (для швидкості руху v, км/год) v≤ 50: l1 = (від 2,0 до 6,0); l2 = (від 1,0 до 3,0); 50 < v≤ 90: l1 = (6,0 – 8,0); l2 = (3,0 – 4,0); v > 90: l1 = (8,0 – 10,0); l2 = (4,0 – 5,0).                                                                          | Позначення наближення (лінія наближення) до суціль-ної лінії розмітки за номерами 1.1, 1.11 та 1.24. Правила застосування відповідно до 10.2.6. |
| 1.7            |                                  | b=0,15 або b=0,10 l1 = 1,0; l2 = 1,0 ; на кривих малого радіусу l1 = 0,5; l2 = 0,5 | Позначення смуг руху в межах перехрестя (напрямна розмітка), за потреби вказати траєкторію руху ТЗ: у разі зміни напрямку головної дороги; у разі зміщення траєкторії руху за перехрестям; на складних чи широких перехрестях для позначення лівого повороту; на розв’язках кільцевого типу. Позначення розривів у розмітці 1.1 та 1.3 (осьова) на ділянках, де дозволено поворот ліворуч та розворот з обох напрямків руху. Позначення розривів у розмітці 1.2 на в’їзді (виїзді) до прилеглої території. Правила застосування відповідно до 10.2.7 |
| 1.8            |                                  | b=0,30 або b=0,20 | Позначення межі між основною смугою руху й смугами гальмування/розгону, виділеною смугою для лівого повороту чи розвороту. Позначення в’їзду та виїзду до заїзної кишені зупинкового майданчика (автобусної/тролейбусної зупинки). Позначення меж велосипедної смуги, на ділянці в’їзду та виїзду до/з ПШС (перехідно-швидкісна смуга), в’їзду та виїзду до заїзної кишені зупинкового майданчика маршрутного транспорту. Правила застосування відповідно до 10.2.8. |
| 1.9            |                                  | b=0,15 або b=0,10 (для швидкості руху v, км/год) v≤ 50: l1 = (від 2,0 до 6,0); l2 = (від 1,0 до 3,0); 50 < v≤ 90: l1 = (6,0 – 8,0); l2 = (3,0 – 4,0); v > 90: l1 = (8,0 – 10,0); l2 = (4,0 – 5,0).                                                                          | Позначення меж смуги для реверсивного руху в разі застосування відповідних дорожніх знаків згідно з ДСТУ 4100 та світлофорів — згідно з ДСТУ 4092. Правила застосування відповідно до 10.2.9. |
| 1.10.1         |                                  | b=0,20 або b=0,15 або b=0,10 | Позначення ділянок доріг, де заборонено стоянку ТЗ (з того боку, де її нанесено). Позначення розривів у розмітці 1.2 та 1.4 на в’їзді (виїзді) до прилеглої території. Правила застосування відповідно до 10.2.10.1. |
| 1.10.2         |                                  | | Позначення місця на смузі (смугах) руху перед перехрестям (20 метрів) навпроти в’їзду/виїзду до прилеглої території, на яку заборонено в’їзд, якщо попереду зупинилися інші ТЗ. Позначення місця, де заборонено стоянку ТЗ (резервний майданчик) для забезпечення розвороту ТЗ чи тимчасової зупинки транспорту екстрених служб (швидкої медичної допомоги, поліції та інших).В інших випадках для позначення місць, де заборонено стоянку ТЗ. Правила застосування відповідно до 10.2.10.2. |
| 1.10.3         |                                  | | Позначення проїзної частини в зоні перехрестя (коробчаста розмітка), на яку заборонено в’їзд під час виникнення затору, в разі спостереження регулярних порушень водіями правил проїзду перехресть (не обов'язкова до застосування розмітка, додатковий превентивний захід). Правила застосування відповідно до 10.2.10.3. |
| 1.11           |                                  | b=0,20 або b=0,15 або b=0,10 (для швидкості руху v, км/год) v≤ 50: l1 = (від 2,0 до 6,0); l2 = (від 1,0 до 3,0); 50 < v≤ 90: l1 = (6,0 – 8,0); l2 = (3,0 – 4,0); v > 90: l1 = (8,0 – 10,0); l2 = (4,0 – 5,0). в місцях розривів розмітки 1.1, 1.2, 1.3: l1 = 0,5; l2 = 0,25 | Розділення транспортних потоків протилежних чи попутних напрямків (бар’єрна лінія) в разі заборони виїзду на зустрічну смугу чи на смугу руху в попутному напрямку з боку, де нанесено суцільну лінію розмітки. Позначення розривів у розмітці 1.2 на відокремлених в’їзді та виїзді до/з прилеглої території, де рух дозволено лише в один бік (на суміщених в’їзді/виїзді — замість розмітки 1.11 застосовують розмітку 1.7.).Позначення розривів у розмітці 1.2, нанесеній між основною проїзною частиною і виділеною смугою для руху маршрутних ТЗ на в’їзді та виїзді до/з транспортної розв’язки. Правила застосування відповідно до 10.2.11. |
| 1.12           |                                  | | Позначення місць на проїзній частині та велосипедній смузі для зупинки ТЗ (стоп-лінія), де водій повинен зупинитися перед перехрестям, залізничним переїздом тощо, за наявності дорожнього знака 2.2 «Проїзд без зупинки заборонено» згідно з ДСТУ 4100, або в місцях, де рух регулюється світлофором згідно з ДСТУ 4092. Правила застосування відповідно до 10.2.12. |
| 1.13           |                                  | h = 0,70; a = 0.50; b = 0.25 для велосипедних доріжок:h = 0,45; a = 0,30; b = 0,15 | Позначення місця, де водій (велосипедист на велосипедній смузі) повинен, за потреби, зупинитися (за наявності знака 2.1 «Дати дорогу» згідно з ДСТУ 4100), щоб дати дорогу ТЗ, що наближаються до нерегульованого перехрестя по головній дорозі відповідно до Правил дорожнього руху. Позначення місця на велосипедній доріжці перед виїздом на проїзну частину поза перехрестям, де велосипедист відповідно до Правил дорожнього руху повинен дати дорогу іншим ТЗ, що рухаються по дорозі та в місцях перехрещення велосипедних доріжок між собою. Правила застосування відповідно до 10.2.13. |
| 1.14.1         |                                  | b - ширина пішохідного переходу | Позначення нерегульованого і регульованого пішохідного переходу на проїзній частині дороги чи на велосипедній доріжці. Правила застосування відповідно до 10.2.14 та.2.14.1. |
| 1.14.2         |                                  | b - ширина пішохідного переходу | Позначення нерегульованого й регульованого пішохідного переходу в місцях з підвищеною ймовірністю виникнення ДТП за участі пішоходів (біля дошкільних та навчальних закладів, поліклінік, торговельно-розважальних центрів, на ділянках концентрації ДТП тощо). Правила застосування відповідно до 10.2.14 та 10.2.14.2. |
| 1.14.3         |                                  | b - ширина пішохідного переходу | Позначення нерегульованого й регульованого пішохідного переходу для осіб з порушенням зору. Червоні направляючі елементи наносяться способом аналогічним до шумових смуг, що забезпечує їх тактильність. Правила застосування відповідно до 10.2.14 та 10.2.14.3. |
| 1.15           |                                  | b - велосипедного переїзду | Позначення зони, де проїзну частину перетинає доріжка для велосипедистів (велосипедний переїзд) чи доріжка для вершників, позначені відповідними дорожніми знаками згідно з ДСТУ 4100. Позначення зони перетину велосипедної смуги чи велосипедної доріжки або доріжки для вершників і виїзду/заїзду з/до прилеглої території. Позначення зони перетину велосипедної доріжки з доріжкою для вершників. Правила застосування відповідно до 10.2.15. Додатково червоним кольором позначаються інші частини вулиць/доріг, що відведені для користування велосипедистами та є потенційно небезпечними (виділені зони зупинки перед перехрестями з світлофорним регулюванням; ділянки велосипедних смуг; ділянки велосипедних доріжок у місцях перетину з потоками пішоходів; вело-пішохідні доріжки, що позначені знаком 4.14 «Доріжка для пішоходів і велосипедистів» згідно з ДСТУ 4100, тощо) |
| 1.16.1         |                                  | b=0,15 або b=0,10 | Позначення напрямного острівця, що розділяє транспортні потоки протилежних напрямків або прилягає до краю проїжджої частини. Правила застосування відповідно до 10.2.16. |
| 1.16.2         |                                  | b=0,15 або b=0,10 | Позначення напрямного острівця, що розділяє транспортні потоки одного напрямку. Правила застосування відповідно до 10.2.16. |
| 1.16.3         |                                  | b=0,15 або b=0,10 | Позначення напрямного острівця в місцях злиття транспортних потоків одного напрямку. Правила застосування відповідно до 10.2.16. |
| 1.16.4         |                                  | b=0,15 або b=0,10 | Позначення острівця безпеки, розміщеного на одному рівні з проїзною частиною і не обрамленого рефюджами чи огородженням згідно з ДСТУ 8751. Правила застосування відповідно до 10.2.16. |
| 1.17.1         |                                  | | Позначення зупинок маршрутного транспорту у населених пунктах. Правила застосування відповідно до 10.2.17. |
| 1.17.2         |                                  | | Позначення ділянки проїзної частини в межах зупинки трамвая, позначеної дорожніми знаками 5.42.1 «Пункт зупинки трамвая» і 4.42.2 «Кінець пункту зупинки трамвая» згідно з ДСТУ 4100, за умови розташування трамвайних колій посередині проїзної частини (позначення трамвайних зупинок з виходом на проїжджу частину, без острівних платформ). Правила застосування відповідно до 10.2.17. |
| 1.17.3         |                                  | B не менше 2.5м L не менше 20м | Позначення зони для стоянки таксі вздовж тротуару у відведених місцях (позначені знаком 5.48 "Місце зупинки таксі" згідно з ДСТУ 4100). Правила застосування відповідно до 10.2.17. |
| 1.18           |                                  | Наноситься по центру смуги руху. | Позначення дозволених напрямків руху по смугах на перехресті, на транспортних розв’язках у різних рівнях, у місцях влаштування віднесених лівих поворотів чи розворотів. Правила застосування відповідно до 10.2.18. |
| 1.19           |                                  | | Позначення: наближення до ділянок, де проїзна частина звужується на одну смугу руху в попутному напрямку; закінчення смуги розгону. Правила застосування відповідно до 10.2.19. |
| 1.20           |                                  | Наноситься по центру смуги руху. | Позначення наближення до поперечної розмітки 1.13. (не застосовується без неї). Правила застосування відповідно до 10.2.20. |
| 1.21           |                                  | Наноситься по центру смуги руху. | Позначення наближення до поперечної розмітки 1.12. (не застосовується без неї). Правила застосування відповідно до 10.2.21 |
| 1.22           |                                  | h = (від 0,07 до 0,10) | Позначення наближення до дорожнього пагорба (наноситься разом з розміткою 1.23), підвищеного пішохідного переходу, підвищеного перехрестя згідно з ДСТУ 4123. Правила застосування відповідно до 10.2.22. |
| 1.23           |                                  | | Позначення поверхні дорожнього пагорба згідно з ДСТУ 4123. Правила застосування відповідно до 10.2.23. |
| 1.24           |                                  | | Позначення наближення до пішохідного переходу (1.14.1—1.14.3) чи велосипедного переїзду (1.15) за межами перехрестя (не обов'язкова до застосування розмітка, додатковий превентивний захід). Правила застосування відповідно до 10.2.24. |
| 1.25           |                                  | | Позначення наближення до кільцевої розв’язки (не обов'язкова до застосування розмітка, додатковий превентивний захід). Правила застосування відповідно до 10.2.25. |
| 1.26           |                                  | Наноситься по центру смуги руху. | Позначення на проїзній частині номера дороги та маршруту. Правила застосування відповідно до 10.2.26. |
| 1.27           |                                  | Наноситься по центру смуги руху. | Позначення виділеної смуги для руху маршрутних ТЗ (автобусних смуг). Правила застосування відповідно до 10.2.27. |
| 1.28.1         |                                  | Наноситься по центру смуги руху. | Позначення виділеної смуги для суміщеного руху маршрутних ТЗ та велосипедистів. Правила застосування відповідно до 10.2.28. |
| 1.28.2         |                                  | Наноситься по центру доріжки, якщо вона є односторонньою для велосипедистів та зі зміщенням, якщо є двусторонньою. | Позначення доріжки, позначеної знаком 4.14 «Доріжка для пішоходів і велосипедистів» згідно з ДСТУ 4100 (велосипедно-пішохідна доріжка). Правила застосування відповідно до 10.2.29. |
| 1.28.3         |                                  | Наноситься на відстані від 0,7 до 1,0 метра від краю проїжджої частини, або по центру смуги руху, якщо її ширина не перевищує 3 метри. | Позначення на проїзній частині вулиць і доріг населених пунктів місцевого значення рекомендованого коридору для руху велосипедистів, де дозволено змішаний рух велосипедистів з рухом ТЗ у попутному напрямку, який є продовженням велосипедного маршруту. Використовується у разі відсутності можливості організації відокремленої велосипедної смуги або доріжки за для збереження цілісності велосипедної транспортної мережі. Правила застосування відповідно до 10.2.30. |
| 1.29           |                                  | Наноситься по центру смуги руху. | Позначення (дублювання) на покритті проїзної частини зображення дорожнього знака 1.32 «Пішохідний перехід» згідно з ДСТУ 4100 (не обов'язкова до застосування розмітка, додатковий превентивний захід). Правила застосування відповідно до 10.2.31. |
| 1.30           |                                  | Наноситься по центру смуги руху. | Позначення (дублювання) на покритті проїзної частини зображення дорожнього знака 1.39 «Інша небезпека» згідно з ДСТУ 4100 (не обов'язкова до застосування розмітка, додатковий превентивний захід). Правила застосування відповідно до 10.2.31. |
| 1.31           |                                  | Наноситься по центру смуги руху. | Позначення (дублювання) на покритті проїзної частини зображення дорожнього знака 3.29 «Обмеження мак-симальної швидкості» згідно з ДСТУ 4100 (не обов'язкова до застосування розмітка, додатковий превентивний захід). Правила застосування відповідно до 10.2.31. |
| 1.32           |                                  | Наноситься по центру смуги руху. | Позначення (дублювання) на покритті проїзної частини зображення дорожнього знака 5.39 «Зона стоянки» згідно з ДСТУ 4100 для позначення відведених май-данчиків для паркування ТЗ (не обов'язкова до застосування розмітка, додатковий превентивний захід). Правила застосування відповідно до 10.2.32 |
| 1.33           |                                  | | Позначення межі відведених майданчиків для паркування ТЗ, розміщених вздовж проїзної частини вулиці, дороги за обумовлених умов (оплата за стоянку, обмежена тривалість стоянки, лише для використання певною категорією користувачів), що підтверджено встановленням відповідних дорожніх знаків згідно з ДСТУ 4100. За межами проїзної частини вулиць (на відокремлених паркувальних майданчиках) застосовується лише для позначення місць для осіб з інвалідністю, або резервних майданчиків). Правила застосування відповідно до 10.2.33. |
| 1.34           |                                  | | Позначення меж окремих місць для паркування ТЗ. Правила застосування відповідно до 10.2.34. |
| 1.35           |                                  | Наноситься біля краю місця для паркування по центру однієї з сторін. | Позначення місць для паркування індивідуального транспорту осіб з інвалідністю та ТЗ, які перевозять осіб з інвалідністю. Правила застосування відповідно до 10.2.35. |
| 1.36           |                                  | | Позначення доріжки для велосипедистів та велосипедної смуги (має інші пропорції для велосипедної смуги). Правила застосування відповідно до 10.2.36 |
| 1.37           |                                  | Наноситься по центру смуги руху або велодоріжки. В окремих випадках зі зміщенням для позначення руху за встановленими велосипедними маршрутами. | Позначення дозволеного напрямку руху на велосипедній доріжці, велосипедній смузі. Правила застосування відповідно до 10.2.37 |
| 1.38           |                                  | Наноситься біля краю місця для паркування по центру однієї з сторін. | Позначення місць для зарядки електромобілів. Правила застосування відповідно до 10.2.38. |
| 1.39.1 1.39.2  |                                  | Наноситься по центру смуги руху. | Позначення наближення до ділянок доріг (вулиць), на які є вихід з території шкіл, що прилягають безпосередньо до цієї дороги (вулиці) (не обов'язкова до застосування розмітка, додатковий превентивний захід). Правила застосування відповідно до 10.2.39 |

## Дорожня розмітка для велосипедистів
Дорожня розмітка для велосипедистів — це спеціальні графічні елементи на проїзній частині, призначені для регулювання руху велосипедистів та забезпечення їх безпеки. Така розмітка відокремлює велосмуги, позначає велосипедні переходи, попереджає інших учасників дорожнього руху про можливу присутність велосипедистів.

### Види розмітки
Основні типи розмітки, що використовуються для організації велосипедного руху:
- Велосипедна смуга — позначається суцільною (розмітка 1.2) або переривчастою лінією (розмітка 1.7) та символом велосипеда (розмітка 1.36), що нанесений фарбою на дорожнє покриття, а також дорожнім знаком 5.88. Велосипедна смуга відокремлює простір для руху велосипедистів у межах проїзної частини.

- Велосипедна доріжка — зазвичай відокремлена фізичними бар’єрами або бордюрами та може мати свою окрему розмітку (розмітка 1.1 або 1.5), зокрема символ велосипеда (розмітка 1.36) і напрям руху (розмітка 1.37).

Bike path

- Велосипедний переїзд — спеціально розмічена ділянка для перетину проїзної частини велосипедистами (розмітка 1.15). Часто розміщується поруч із пішохідним переходом.
- Піктограми велосипеда — розмітка 1.36 - зображення велосипеда на проїзній частині, яке інформує учасників руху про наявність велосипедного руху.
- Велосипедний коридор -- розмітка 1.28.3 - зображення велосипеда та двох ламаних ліній, що інформує про спільне використання проїжджої частини моторизованими транспортними засобами та велосипедистами.

### Колір та стиль розмітки
В Україні для велосипедної розмітки найчастіше використовуються:
- білий колір — для постійної розмітки;
- жовтий — для тимчасових змін організації руху;
- червоний фон або заливка — іноді застосовується у місцях підвищеної небезпеки (за аналогією з офіційною розміткою 1.15), наприклад, на перехрестях або зонах конфлікту з автомобільним рухом (що не є передбачено ДСТУ, але використовується місцево за погодження обласного управління патрульної поліції).

### Дорожні знаки для велосипедної інфраструктури
Для позначення велосипедної інфраструктури використовуються спеціальні дорожні знаки (серія 5), які регламентуються ДСТУ 4100 та Правилами дорожнього руху України.
- 5.88 "Велосипедна смуга". Позначення виділеної на проїзній частині велосипедної смуги. Якщо велосипедна смуга відокремлена від основної проїзної частини розміткою 1.2 (широка суцільна лінія), знак 5.88 у поєднанні з табличкою 7.9 «Смуга руху» розташовується над смугою на її початку та повторюється після кожного перехрестя до її закінчення.

- 5.89 "Кінець велосипедної смуги". Знак, що позначає завершення смуги для руху велосипедистів, позначеної знаком 5.88.

- 5.90 "Зона для пішоходів і велосипедистів". Позначає початок території із суміщеним рухом пішоходів і велосипедистів, на якій заборонено рух інших транспортних засобів.

- 5.91 "Кінець зони для пішоходів і велосипедистів". Вказує на закінчення дії знака 5.90.

- 5.92.1 і 5.92.2 "Велосипедний переїзд". Позначають організований переїзд велосипедистів через проїзну частину.

- 5.93.1 і 5.93.2 "Суміжні пішохідний перехід та велосипедний переїзд". Застосовуються для позначення місць, де пішохідний перехід і велосипедний переїзд розташовані поруч, на відстані не більше ніж 0,4 метра один від одного.

- 5.94.1 "Дорога із зустрічною велосипедною смугою". Позначає дорогу, на якій організовано рух велосипедистів у зустрічному напрямку по спеціально виділеній смузі, відокремленій розміткою.

- 5.94.2 "Кінець дороги із зустрічною велосипедною смугою". Знак, що позначає завершення дії знака 5.94.1.

- 5.95.1 і 5.95.2 "Виїзд на дорогу з одностороннім рухом і зустрічною велосипедною смугою". Застосовуються для інформування про виїзд на дорогу з одностороннім рухом, де організовано рух велосипедистів у зустрічному напрямку по виділеній смузі.

Усі позначення дорожніх знаків відповідають чинному ДСТУ 4100:2021

### Галерея дорожніх знаків

5.88 «Велосипедна смуга»
5.89 «Кінець велосипедної смуги»
5.90 «Зона для пішоходів і велосипедистів»
5.91 «Кінець зони для пішоходів і велосипедистів»
5.92.1 «Велосипедний переїзд»
5.92.2 «Велосипедний переїзд»
5.93.1 «Суміжні пішохідний перехід та велосипедний переїзд»
5.93.2 «Суміжні пішохідний перехід та велосипедний переїзд»
5.94.1 «Дорога із зустрічною велосипедною смугою»
5.94.2 «Кінець дороги із зустрічною велосипедною смугою»
5.95.1 «Виїзд на дорогу з одностороннім рухом і зустрічною велосипедною смугою»
5.95.2 «Виїзд на дорогу з одностороннім рухом і зустрічною велосипедною смугою»

### Таблиця дорожніх знаків для велосипедної інфраструктури
| № знака | Назва знака                                                            | Призначення                                                    | Зображення |
| ------- | ---------------------------------------------------------------------- | -------------------------------------------------------------- | ---------- |
| 5.88    | Велосипедна смуга                                                      | Позначає смугу для руху велосипедистів, відокремлену розміткою |            |
| 5.89    | Кінець велосипедної смуги                                              | Завершення смуги для велосипедного руху                        |            |
| 5.90    | Зона для пішоходів і велосипедистів                                    | Початок зони з суміщеним рухом пішоходів і велосипедистів      |            |
| 5.91    | Кінець зони для пішоходів і велосипедистів                             | Закінчення дії знака 5.90                                      |            |
| 5.92.1  | Велосипедний переїзд                                                   | Позначає переїзд для велосипедистів через проїзну частину      |            |
| 5.92.2  | Велосипедний переїзд                                                   | Аналогічно 5.92.1, може мати інше розташування або вигляд      |            |
| 5.93.1  | Суміжні пішохідний перехід та велосипедний переїзд                     | Позначає розташування обох переходів поруч (до 0,4 м)          |            |
| 5.93.2  | Суміжні пішохідний перехід та велосипедний переїзд                     | Дублює або позначає інший бік дороги                           |            |
| 5.94.1  | Дорога із зустрічною велосипедною смугою                               | Організація руху велосипедистів у зустрічному напрямку         |            |
| 5.94.2  | Кінець дороги із зустрічною велосипедною смугою                        | Завершення дії знака 5.94.1                                    |            |
| 5.95.1  | Виїзд на дорогу з одностороннім рухом і зустрічною велосипедною смугою | Інформує про виїзд на дорогу з такою організацією руху         |            |
| 5.95.2  | Виїзд на дорогу з одностороннім рухом і зустрічною велосипедною смугою | Альтернативне виконання знака 5.95.1                           |            |

### Нормативна база в Україні
Застосування дорожньої розмітки для велосипедистів регулюється:
- ДСТУ 2587:2021 «Безпека дорожнього руху. Розмітка дорожня. Загальні технічні умови»;
- Правила дорожнього руху України, зокрема розділом 1 та пунктами 1.10, 4.13, 11.14 тощо.

### Приклади використання
- У Києві, Львові, Вінниці та інших містах активно розвивається велоінфраструктура із застосуванням сучасної розмітки;
- У місті Дніпро запроваджено велосмуги на головних магістралях, що поєднуються з громадським транспортом;
- У Львові застосовуються велосипедні переїзди зі спільною пішохідною та велосипедною розміткою.

### Значення
Наявність якісної та зрозумілої розмітки для велосипедистів сприяє зменшенню кількості ДТП, покращенню умов для сталого транспорту, а також інтеграції велосипедистів у загальну транспортну систему міста.